# Lorenz Hart

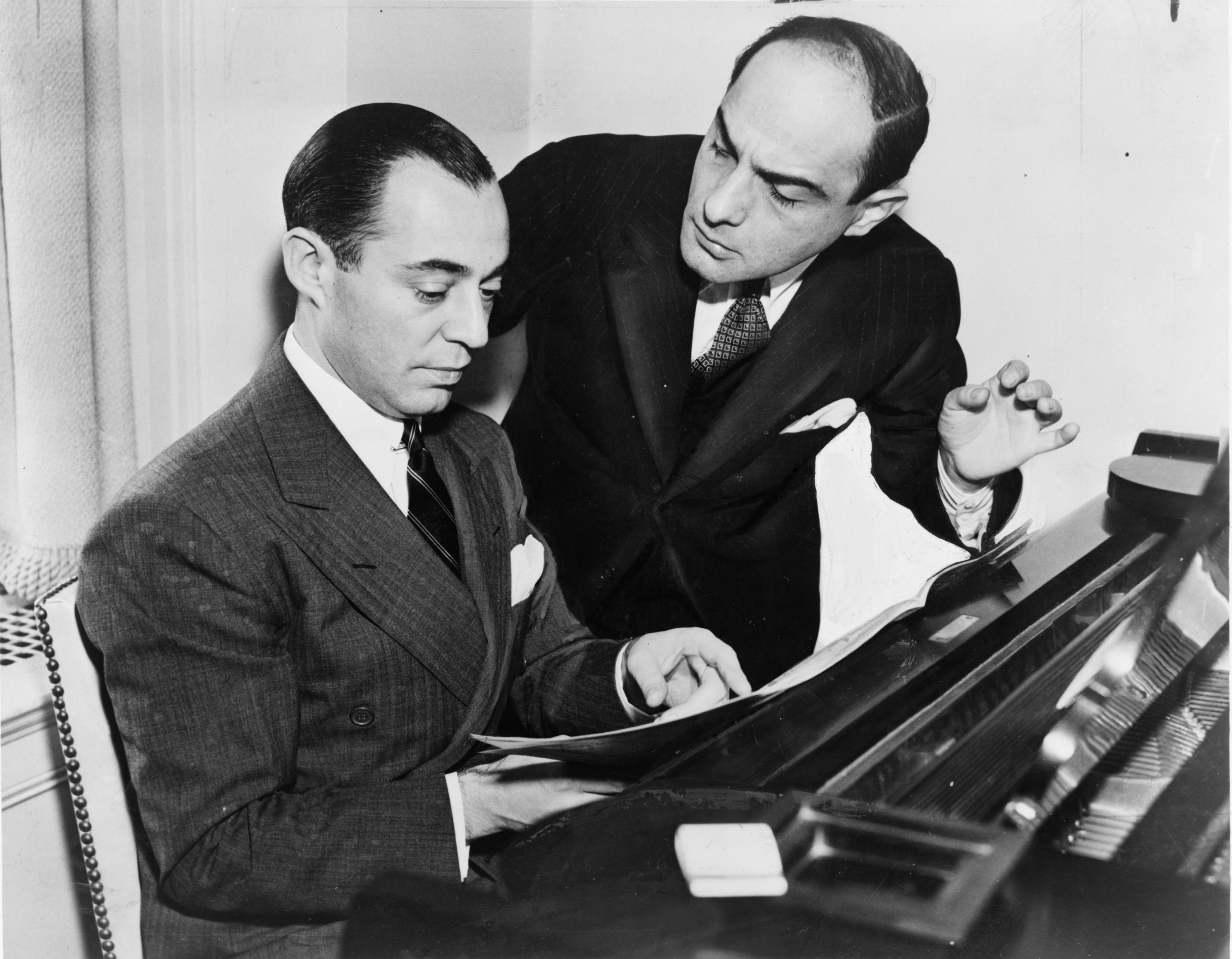
Hart (rechts) met Rodgers in 1936

Lorenz Milton Hart (New York, 2 mei 1895 – aldaar, 22 november 1943) was een Amerikaans dichter en liedjesschrijver voor musicals. Meer dan twintig jaar lang vormde hij een team met componist Richard Rodgers, met wie hij musicals schreef als A Connecticut Yankee, Babes in Arms en Pal Joey. Tal van de nummers waaraan hij meeschreef werden gezongen door Frank Sinatra, Billie Holiday en Ella Fitzgerald.

## Leven en werk
Hart werd geboren in New York in de borough Harlem als de oudste zoon van Joodse immigranten. Volgens Hart was een van zijn voorouders de beroemde Duitse dichter Heinrich Heine. Na een studie journalistiek aan de Columbia University School of Journalism sloeg Hart een andere richting in. Hij ontmoette componist Richard Rodgers en begon samen met hem liedjes te schrijven voor allerlei muzikale producties voor studenten. Hij voorzag in zijn levensonderhoud met het vertalen van Duitse toneelstukken. In 1919 werd Any Old Place with You een nummer van Rodgers en Hart opgenomen in de Broadwaymusical A Lonely Romeo. Een jaar later leverde het duo zes nummers voor de musical Poor Little Ritz Girl. Het werd het begin van een succesvolle samenwerking die zou leiden tot zesentwintig musicals. De samenwerking tussen Rodgers en Hart eindigde met de dood van de laatste in 1943 op achtenveertigjarige leeftijd.
Hart was klein en vond zichzelf lelijk. Hij verborg zijn homoseksualiteit en was ondanks zijn rijkdom weinig gelukkig. Hij adoreerde zijn moeder en bleef praktisch zijn hele leven bij haar wonen. Rond 1938 begon Hart meer en meer te drinken en werd een alcoholist. Aan de buitenkant liet hij niets merken van zijn eenzaamheid. Zijn exorbitante feesten werden druk bezocht door de Amerikaanse amusementswereld. Maar Hart begon meer en meer in neerwaartse spiraal te raken. Hij verwaarloosde zijn gezondheid, al bleef hij tot vlak voor zijn dood actief als schrijver. Een grote schok was de dood van zijn moeder in april 1943. Het ging nu snel bergafwaarts met Hart. In de herfst van 1943 zou de Rodgers/Hartproductie A Connecticut Yankee uit 1927 opnieuw worden uitgebracht. Tijdens de openingsavond liet Hart het afweten. Hij sukkelde met zijn gezondheid en nam een paar dagen vrij. Twee dagen later werd hij ziek aangetroffen in een hotelkamer. Snel werd hij naar het ziekenhuis gebracht waar hij op 22 november overleed aan de gevolgen van een longontsteking.

## Stijl
Hart werd geprezen om zijn sprankelende teksten die werd gekenmerkt door zijn meerlettergrepige en binnenrijm. Veel van zijn teksten bezingen Harts liefde voor New York en Manhattan. Hoewel hij zijn homoseksualiteit verborg zijn er glimpen van terug te vinden in zijn teksten. Zijn verdriet om het uitblijven van een relatie is directer terug te vinden, bijvoorbeeld zijn droefenis over het feit dat hij zich te lelijk voelde om bemind te worden. Hoewel de meeste van zijn liedteksten speels, amusant zijn, gevuld met woordgrapjes, is zijn kwetsbaarheid vlak onder de oppervlakte terug te vinden, met name in de langzame nummers. In nummers als "I Wish I Were in Love Again," en "Ties Funky World" beschrijft Hart de ellende van verbroken verhoudingen en de ellende van verloren liefdes. Zelf had hij praktisch geen relaties, noch met een man, noch met een vrouw en die melancholie is te horen in zijn talloze liefdesliedjes.

## Films (selectie)
- Love Me Tonight (1932)
- The Phantom President (1932)
- Hallelujah, I'm a Bum (1933)
- Mississippi (1935)

## Musicals (selectie)
- The Garrick Gaieties (1925)
- A Connecticut Yankee (1927)
- Present Arms (1928)
- Jumbo (musical)|Jumbo (1935)
- On Your Toes (1936)
- Babes in Arms (1937)
- The Boys from Syracuse (1938)
- I Married an Angel (1938)
- Too Many Girls (1938)
- Higher and Higher (1940)
- Pal Joey (1940)
- By Jupiter (1942)

## Liedjes (selectie)
- A Ship Without a Sail
- Bewitched, Bothered, and Bewildered
- Blue Moon
- Blue Room
- Dancing on the Ceiling
- Falling in Love with Love
- Glad to Be Unhappy
- Have You Met Miss Jones?
- He Was Too Good to Me
- I Could Write a Book
- I Didn't Know What Time It Was
- I Wish I Were in Love Again
- I'll Tell The Man In The Street
- I've Got Five Dollars
- Isn't It Romantic? (lied)|Isn't It Romantic?
- It Never Entered My Mind
- It's Easy to Remember
- Johnny One Note
- Little Girl Blue
- Lover (lied van Lorenz Hart)|Lover
- Manhattan
- Mountain Greenery
- My Funny Valentine (jazznummer)|My Funny Valentine
- My Heart Stood Still
- My Romance
- Sing for Your Supper
- Spring Is Here
- Ten Cents a Dance
- The Lady Is a Tramp
- The Most Beautiful Girl in the World
- There's a Small Hotel
- This Can't Be Love
- Thou Swell
- To Keep My Love Alive
- Where or When
- With a Song in My Heart (lied)|With a Song in My Heart
- You Took Advantage of Me

- Bibsys: 90173813
- Biblioteca Nacional de España: XX840574
- Bibliothèque nationale de France: cb13939224g (data)
- Catàleg d'autoritats de noms i títols de Catalunya: 981058508069606706
- Gemeinsame Normdatei: 118720538
- International Standard Name Identifier: 0000 0000 8352 6307
- Library of Congress Control Number: n81097890
- Nationale Bibliotheek van Letland: 000058106
- MusicBrainz: 3fb75d97-5dfd-4e72-9aee-1904aa4268f4
- Nationale Bibliotheek van Tsjechië: mzk2009539565
- Nationale bibliotheek van Australië: 36515228
- Nationale Bibliotheek van Israël: 987007441438605171
- Nationale en Universitaire bibliotheek Zagreb: 000050857
- Nederlandse Thesaurus van Auteursnamen: 071101233
- Réseau des bibliothèques de Suisse occidentale: 02-A021931206
- SNAC: w6x34z1s
- Système universitaire de documentation: 067015468
- Trove: 1266476
- Virtual International Authority File: 5122279
- WorldCat: E39PBJkHrTTCQqfpQQ4KwrdRKd